# Bennet Veetraag
Bennet Veetraag (Malayalam: ബെന്നറ്റ് വീത്രാഗ്) es un dúo musical y de compositores de la India, uno de los más reconocidos en la industria del cine Malayalam. El dúo está formado por el guitarrista y compositor Bennet y el cantante y músico Veetraag.

## Carrera
Bennet y Veetraag provienen de la ciudad de Calicut, Kerala. Bennet Roland es un guitarrista y compositor, con una formación basado en la música clásica (occidental), ampliado a través de la exposición a otros varios géneros musicales, como la fusión y formas de la música Ghazal. También es popular a través de su banda de fusión llamado Bennet and the Band, que cuenta con varios intérpretes de primera línea en la industria cinematográfica india. 
Veetraag es un cantante y músico, que fue entrenado inicialmente en la música clásica carnática y más adelante, se desarrolló por el gran interés y competencia de los diversos géneros musicales, incluidos los géneros de la música Hindustani clásica. Debutaron con una banda sonora de éxito para el cine Malayalam, titulado "Out of Syllabus". Sus temas musicales, como "Poi Varuvaan" y "Ee Kalppadavil", fueron éxitos notables. Bennet Veetraag, ganaron el premio como al mejor director musical en los premios instituidos por "Thikkurissi", para la película "Gadhama".

## Discografía
| Año  | Álbum           | Listas |
| ---- | --------------- | --- |
| 2006 | Out of Syllabus | 1. "Ee Kalppadavil" — G. Venugopal 2. "Ee Kalppadavil" — Asha Ajay 3. "Maayaa jaalakathin" Vineeth Sreenivasan 4. "Poovin ithal" — Vidhu Prathap, Gayatri 5. "Poi varuvaan" — Manjari 6. "Poi varuvaan" — Veetrag |
| 2007 | Sooryakireedam  | 1. "Oru Swapna" — Jyotsna, Sugeetha, Sruthi, Ranjini Jose 2. "Sneham Kondoru" — Veetraag, Chithra Iyer 3. "Sneham Kondoru (Slow)" — Sharath, Delcy                                                                |
| 2009 | Dr. Patient     | 1. "Aakaasha Megham" — Karthik 2. "Eeran Nilaave" — Veetrag, Shweta 3. "Mazha Njaanarinjirunnilla" — Hariharan 4. "Puthu Manjupol" — Balu Thankachan, Gayatri                                                     |
| 2011 | Gadhama         | 1. "Naattuvazhiyorathe" — K. S. Chithra, Vijay Yesudas 2. "Ariyumo" — Karthik 3. "Vidhuramee" — Shreya Ghoshal, Hariharan 4. "Naattuvazhi" — K. S. Chithra 5. "Vidhuramee Yathra" — Hariharan                     |
| 2012 | August Club     | 1. "Vaathil Chaarumo" — Shreya Ghoshal, Srinivas 2. "Kaathorthuvo" — Sujatha Mohan, Veetrag 3. "Kaattu Theno" — Shobi Tilakan, Vijay Prakash                                                                      |